# 川連廣明
川連 廣明（かわつれ ひろあき、1977年6月20日 - ）は、栃木県出身の俳優。身長は179cm、体重64kg、靴のサイズ27cm、血液型はO型である。趣味は料理、野球。特技は居合、オニオンスライス、クロールで後ろに進むことである。MSエンタテインメント所属。2009年6月より、映像作家中川究矢と、短編映画連作プロジェクト「ドグマ96」を企画。2015年、とちぎ未来大使を委任される。
過去の所属はジョリー・ロジャー。

## 出演歴

### テレビ
- しにがみのバラッド 第6話 - 島 役 テレビ東京
- Pinkの遺伝子 第9,10話 テレビ東京
- Mother 第8,9話 − 倉田 役 日本テレビ
- さんすう刑事ZERO 第4話   金田満 役 Eテレ
- 相棒 season14 第2話「或る相棒の死」（2015年10月21日、テレビ朝日） - 埼玉中央署・松木卓也 役
- 暴太郎戦隊ドンブラザーズ ドン25話「ヒーローしごとにん」（2022年8月21日、テレビ朝日） - 校長 役

#### DVDドラマ
- 怪談

### 舞台

#### SkyTheater
- 東京おしゃれ探偵 シマヅヤマゴウGO!
- Sky〜名前のない夜と朝の夢〜

#### その他
- 友達 作:安部公房
- 紙風船 作:岸田國士
- ラン・フォー・ユア・ワイフ 作:レイ・クーニー
- TOKYOアリス2000 － 兵士（スペード） 役

### 映画
- HITSUZEN － 入江恭一 役 （内藤典彦監督）
- 東京おしゃれ探偵シマヅヤマゴウGO! － 怪盗マムシ 役 （うえだかつひこ監督）
- 東京おしゃれ探偵シマヅヤマゴウGO!第4話 （中原充監督）
- SPICA （白川幸司監督）
- VISITORS － キヨタカ 役 （鶴岡みゆき監督）
- VISITORS3 （鶴岡みゆき監督）
- 恋するイノセントマン （いずみよしはる監督）
- 神の左手悪魔の右手 （金子修介監督）
- JAZZYなワタシ － 女をフル男性客 役 （内藤典彦監督）
- 10月のクリスマスツリー （中原充監督）
- This is my Life － 主人公 役 （鶴岡みゆき監督）
- スピカ （白川幸司監督）
- キャプテン（室賀厚監督）
- 口裂け女（白石晃士監督）
- 官能小説（坂牧良太監督）
- ミルクマン2 （岡本泰之監督）
- スーパーカブ（室賀厚監督）
- お姉チャンバラ（福田陽平監督）
- 口裂け女2（寺内康太郎監督）
- グロテスク（白石晃士監督）
- 走り屋zero（広瀬陽監督）
- 湾岸ミッドナイト（室賀厚監督）
- カルマ（2010年ゆうばり国際映画祭フォーラムシアター部門上映作品）（アレックス・パイエ監督）
- ドグマ96＃2作品「放電」（2010年ゆうばり国際映画祭フォーラムシアター部門上映作品）（中川究矢監督）
- 2010年3月13日より池袋シネマ・ロサにて1週間レイトショー公開　『SとM 劇場版』 - 小阪役 / 仰木豊監督
- 青春Hセカンドシーズン1「超・悪人」（2011年5月14日公開、白石晃士監督）
- ヘルドライバー（2011年7月23日公開）
- シロメ（2010年8月13日公開）
- 青春Hセカンドシーズン4「ソーローなんてくだらない」（2011年8月20日公開、吉田浩太）
- てやんDays（2012年9月29日公開、高明監督）
- さよならケーキとふしぎなランプ（2014年4月26日、金井純一監督）
- 青春群青色の夏（2015年9月5日公開、田中佑和監督）
- 女の子よ死体と踊れ（2015年10月31日、朝倉加葉子監督）- 開襟シャツの男 役
- サラバ静寂（2018年1月27日、宇賀那健一監督） - 疋田 役
- 劇場版 忍者じゃじゃ丸くん（2020年、柴田愛之助監督） - 兄者 役
- あ・く・あ～ふたりだけの部屋～（2021年、中川究矢監督） - 刑事 役[1]
- 女囚霊（2023年9月22日、鳴瀬聖人監督）[2]
- さよならモノトーン（2023年10月6日、神村友征監督） - 小笠原慎二 役

#### Vシネマ
- 指姦電車〜月曜の朝、撫でまわされて〜 久保寺和人監督
- DEATH FILE
- 心霊写真奇譚
- ナース白書
- 病院怪談
- 行列のできる恋愛裁判所 社内トラブル解決編（2009年8月21日、永江二朗監督）
- 実録！リアル恐怖DX（2009年9月18日、永江二朗監督）
- 告白〜ナースの残業〜（2010年4月9日、高明監督）
- 殺人動画サイト Death Tube 2（2010年6月2日、福田陽平監督）
- SとM 第二章（2010年8月20日、仰木豊監督）
- 極悪人、（2011年3月25日レンタル、内田直之監督）
- ブラックエンジェルズ（2011年4月27日、内田英治監督）
- 2ちゃんねるの呪い4（2011年4月22日、永江二朗監督）
- 日本で一番怖い話〜江戸怪談〜（2011年7月22日、山田雅史監督）
- あなたの知らない怖い話（2011年7月22日レンタル、福田陽平監督）
- ネ申アイドル総選挙バトル（2011年8月3日、白石晃士監督）
- 呪われたパワースポット（2011年8月26日レンタル、内田直之）
- エクソシスト 退魔士（2011年9月23日レンタル、ミッドシップ、寺内康太郎監督）
- 脱衣麻雀バトルロワイアル（2011年11月2日、アルバトロス、）
- ダンプガール☆理央（2011年11月18日、オールインエンタテインメント） - 修 役
- コワバナ 恐噺
  - 戦慄ショートショート コワバナ 恐噺（2011年）
  - 戦慄ショートショート コワバナ 恐噺 幽霊ホテル（2012年）
  - 戦慄ショートショート コワバナ 恐噺 スタジオの恐い話（2012年）
  - 戦慄ショートショート コワバナ 恐噺 深夜病棟（2012年）
  - コワバナＪ 放課後の怪談（2012年）
  - コワバナＪ 放課後の怪談２（2012年）
- 脱衣麻雀学園Z（2013年9月4日、アルバトロス）

### ウェブドラマ
- 妖侍　あやかしザムライ（2015年、YouTube） -  木村同心 役[3]

### CM
- 新横浜ラーメン博物館館内用CM
- DINING BAR SIXEME（制作担当）